# Monarch Airlines
Pour les articles homonymes, voir Monarch (homonymie).
Monarch Airlines (Code AITA : ZB ; code OACI : MON) est une ancienne compagnie aérienne britannique qui appartenait à la Monarch Holdings Plc.
Créée en 1968, Monarch Airlines a débuté avec deux appareils. Dans les années 2000, sa flotte comprend une trentaine d'avions et assure des vols sur de nombreuses destinations, essentiellement sur l'Europe et le bassin méditerranéen.
Elle fait faillite le 2 octobre 2017 et cesse ses opérations avec effet immédiat.

## Histoire
En 1969, sa flotte comprend six avions et transporte 250 000 passagers. Son premier avion moderne, un Boeing 720, date de 1971 et, en 1976 Monarch n'utilise plus que des avions à réaction.
Monarch dépasse en 1981 le million de passagers annuels, au départ de Gatwick, Manchester et Glasgow et réalise en 1985 ses premières lignes régulières. En 1988, le cap des 2.5 millions de passagers est atteint.
Son nouveau siège social est construit en 1990 à Luton et, la même année est installé un simulateur de vol pour Boeing 757. En 1996, Monarch Aircraft Engineering, filiale, est fondée et est installée dans un hangar à Manchester afin de compléter les services aéroportuaires de Luton.
En 1999 arrive le premier Airbus A330, composé de deux classes afin de développer le marché des vols charter Long-courrier et l'année suivante le site Internet de la compagnie ouvre.
Monarch atteint les 5 millions de passagers en 2001, avec ses vols réguliers et charters, et ses collaborateurs sont près de 3 000. En 2002, la compagnie porte de nouvelles couleurs sur sa flotte. Depuis Londres Gatwick, Monarch réalise des nouvelles lignes directes à destinations de Malaga, Alicante (Espagne) et Faro (Portugal) (2003).
Depuis Londres Luton, des vols réguliers à destination de Grande Canarie et Lanzarote sont ouverts en 2001 et, en 2005, depuis Birmingham, des vols réguliers à destination de Malaga, Tenerife, Alicante et Faro. En 2006 Monarch confirme l'achat de six Boeing Dreamliners pour ses vols longs courriers et trois nouveaux Airbus A321 qui lui seront livrés en 2007. La même année, une nouvelle destination au départ de toutes les bases de Monarch ouvre, Ibiza.
Le 2 octobre 2017, la compagnie dépose son bilan et cesse ses activités avec effet immédiat. 300 000 billets sont annulés, et 110 000 passagers bloqués à destination. Leur retour est organisé par l'Autorité britannique de l'aviation civile (CAA), à l'aide d'avions d'autres compagnies aériennes, notamment Qatar Airways et Hi Fly. L'ultime vol de Monarch (ZB 3785, au départ de Tel-Aviv) a atterri le 2 octobre 2017 à 2h25 du matin à Manchester.
Le samedi 19 août 2023 Monarch airlines ouvre un nouveau site internet pour un probable lancement de nouvelles opérations.

## Vols réguliers
Au départ de Londres Luton
- Alicante, Almeria, Barcelone, Faro, Gibraltar, Grenoble, Ibiza, Lanzarote, Larnaca, Malaga, Minorque, Murcia, Palma de Mallorque, Tenerife

Au départ de Londres Gatwick
- Alicante, Amsterdam, Budapest, Dubrovnik, Faro, Grenoble, Hassi Messaoud, Ibiza, Lanzarote, Larnaca, Lyon, Malaga, Minorque, Murcia, Prague, Stockholm, Tenerife, Varsovie

Au départ de Birmingham
- Alicante, Almeria, Faro, Grenoble, Ibiza, Lanzarote, Malaga, Minorque, Murcia, Palma de Majorque, Tenerife, Varsovie.

## Flotte historique

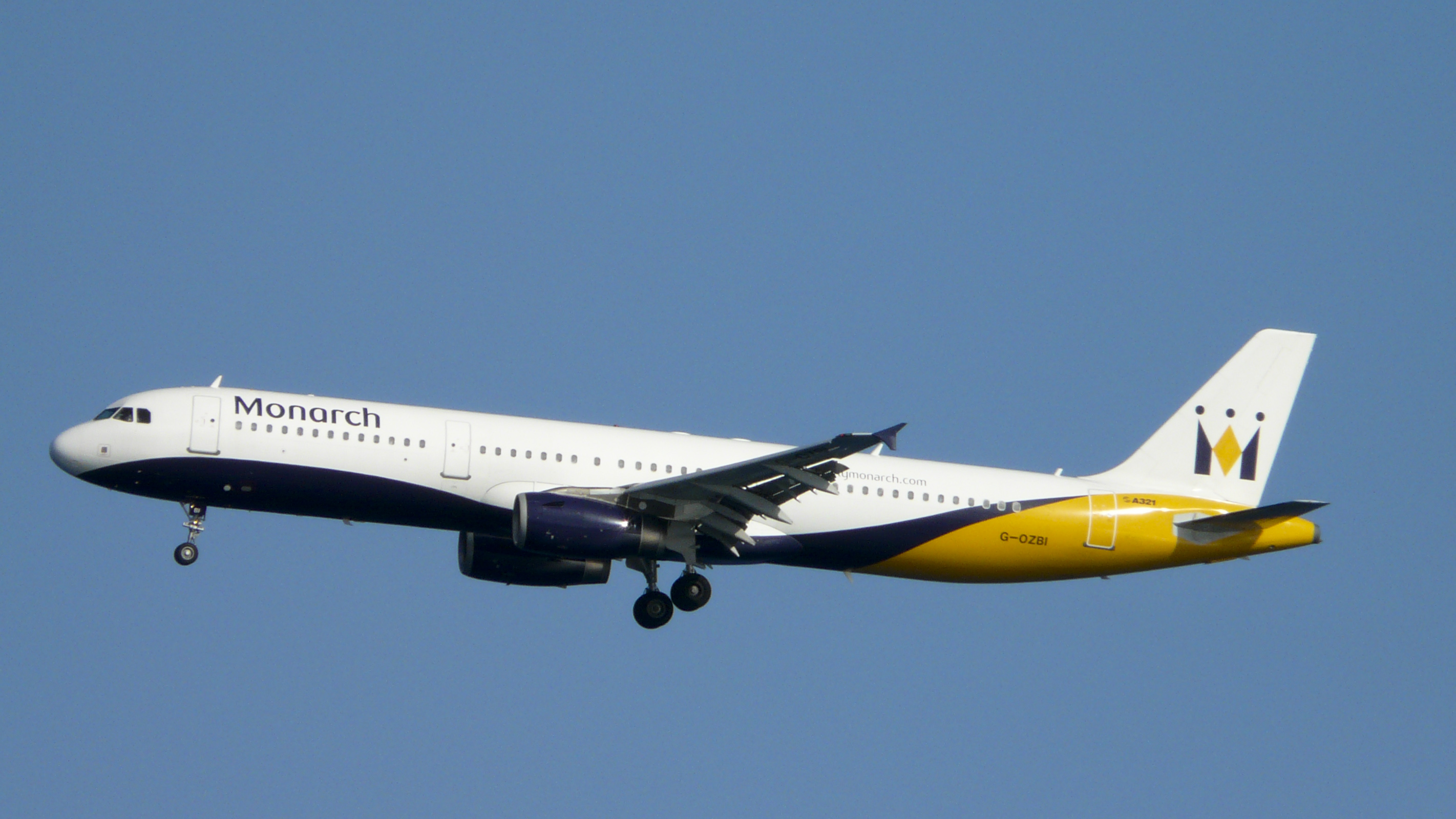
Airbus A321-200 de Monarch Airlines.

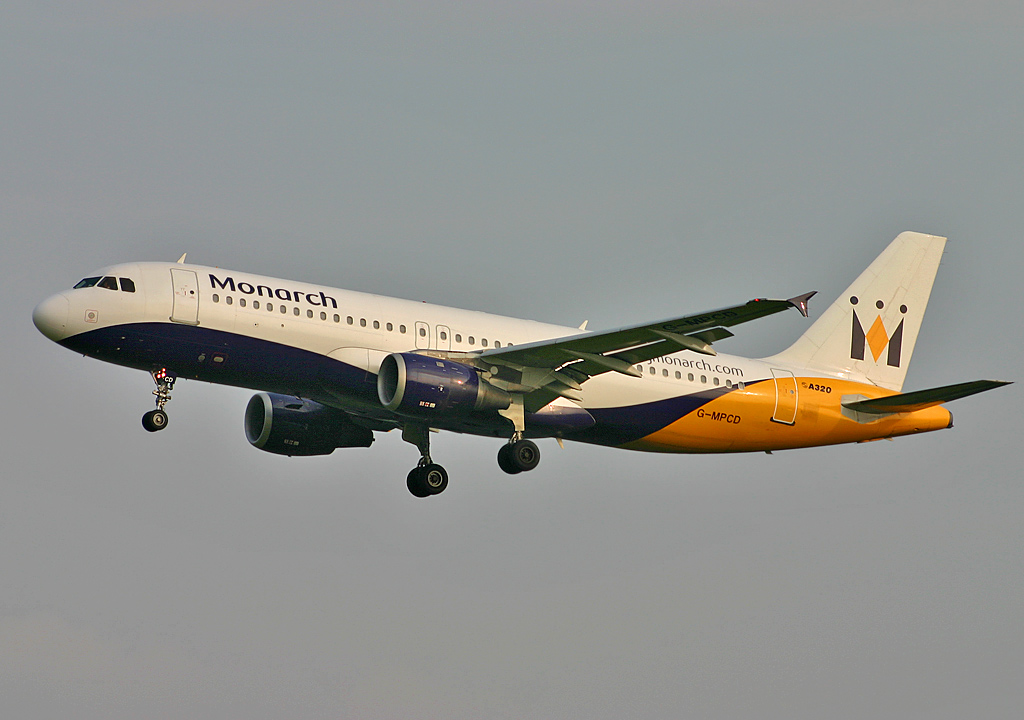
Airbus A320-200 de Monarch Airlines.

Au 1er octobre 2017, à la veille de la faillite de la compagnie aérienne, sa flotte était composée des appareils suivants.